# Sant Basili de Pení
Sant Basili de Pení era una església visigòtica situada a la muntanya del Pení, al terme municipal de Roses (Alt Empordà), que suposadament correspon a les ruïnes existents a la falda del Puig Alt, prop de Can Figa. Tanmateix aquestes ruïnes també podrien correspondre a la cel·la monàstica de Sant Tomàs de Mont Pení, documentada al segle x. Per tant, la seva atribució a Sant Basili és dubtosa. Hi ha indicis, però, de que Sant Tomàs de Pení es trobava on ara hi ha l’església de Sant Sebastià de Pení.

## Història
Les restes foren descobertes el 1952 per l'historiador cadaquesenc Josep Rahola, el 1954 les visità l'arqueòleg Miquel Oliva, i foren excavades el 1972 per Joan Badia. Miquel Oliva cità també dues necròpolis tumulàries al puig Alt.
Un document de dotació de l'abadia de Santa Maria de Roses pel comte Gausfred I d’Empúries-Rosselló i el seu fill Sunyer, bisbe d’Elna, de l’any 976 esmenta un cenobi anomenat Magrigul, construït per monjos, en honor de Déu i de Santa Maria, després que pagans saquegessin i cremessin la muntanya, en temps de l'emperador Carles III de França. Aquest cenobi podria haver estat després l'església de Sant Basili de Pení.
L'única referència a l'església de Sant Basili de Pení és un document de 1408, del rei Martí l'Humà, en què s'interessava pels vasos antics trobats vora l'església, que devien ser les urnes d'una de les necròpolis.

## Descripció
L'església presenta una planta rectangular de 15 x 14 m. Se'n conserva només el basament, tant dels murs perimetrals com dels que compartimenten l'interior. El gruix dels murs revelaria l'existència d'una coberta de fusta. S'identifica com a molt primitiva i podria estar relacionada amb els corrents monacals que s'originaren a Orient al s. IV. La capçalera, orientada cap a l'est, està dividida en tres estances rectangulars, un tret característic d'aquests temples antics, així com l'accés, pel costat de migdia. L'edifici està construït amb la tècnica de la pedra seca i s'hi observen filades de lloses de pissarra disposades en spicatum, predominant en els murs d'època altmedieval.